# Marceline Day
Marceline Day, pseudonimo di Marceline Newlin (Colorado Springs, 24 aprile 1908 – Cathedral City, 16 febbraio 2000), è stata un'attrice statunitense.
Era sorella minore dell'attrice Alice Day.

## Biografia
Nata in Colorado e cresciuta a Salt Lake City, iniziò la carriera cinematografica dopo che sua sorella Alice venne scelta come Bathing Beauty in un cortometraggio di Mack Sennett. Il primo film in cui le due sorelle apparvero insieme fu Picking Peaches (1924). La giovane attrice passò quindi a ruoli più drammatici e importanti, lavorando con Lionel Barrymore, Norman Kerry, Buster Keaton, Lon Chaney.
Nel 1924 entrò nel gruppo delle attrici emergenti premiate dalla Western Association of Motion Picture Advertisers che, ogni anno, assegnava il WAMPAS Baby Stars. Sostenuta dalla notorietà procuratale dal premio, nel 1927 apparve al fianco di John Barrymore nel romantico The Beloved Rogue.

## Riconoscimenti
- WAMPAS Baby Stars (1926)
- Young Hollywood Hall of Fame (1920's)

## Filmografia
- Picking Peaches, regia di Erle C. Kenton (1924)
- Black Oxfords, regia di Del Lord (1924)
- The Luck o' the Foolish, regia di Harry Edwards - cortometraggio (1924)
- The Hansom Cabman, regia di Harry Edwards (1924)
- Taming the West, regia di Arthur Rosson (1925)
- Renegade Holmes, M.D., regia di Ben F. Wilson (1925)
- Heart Trouble, regia di Scott Darling (1925)
- Discord in 'A' Flat, regia di Scott Darling (1925)
- Short Pants, regia di Scott Darling - cortometraggio (1925)
- His New Suit, regia di Zion Myers - cortometraggio (1925)
- The Party, regia di Zion Myers - cortometraggio (1925)
- The White Outlaw
- The Wall Street Whiz, regia di Jack Nelson (1925)
- The Splendid Road, regia di Frank Lloyd (1925)
- Western Pluck, regia di Travers Vale (1926)
- Hell's Four Hundred, regia di John Griffith Wray (1926)
- The Barrier, regia di George W. Hill (1926)
- Looking for Trouble, regia di Robert N. Bradbury (1926)
- The Boy Friend, regia di Monta Bell (1926)
- The Gay Deceiver, regia di John M. Stahl (1926)
- Fools of Fashion, regia di James C. McKay (1926)
- That Model from Paris, regia di Louis J. Gasnier (1926)
- College Days, regia di Richard Thorpe (1926)
- The Beloved Rogue, regia di Alan Crosland (1927)
- Red Clay, regia di Ernst Laemmle (1927)
- Rookies, regia di Sam Wood (1927)
- Captain Salvation, regia di John S. Robertson (1927)
- The Road to Romance, regia di John S. Robertson (1927)
- Il fantasma del castello (London After Midnight), regia di Tod Browning (1927)
- Under the Black Eagle, regia di W. S. Van Dyke (1928)
- La grande città (The Big City), regia di Tod Browning (1928)
- L'elegante scapestrato (A Certain Young Man), regia di Hobart Henley  (1928)
- Detectives, regia di Chester M. Franklin (1928)
- Il cameraman (The Cameraman), regia di Edward Sedgwick (1928)
- Driftwood, regia di Christy Cabanne (1928)
- L'affare Manderson (Trent's Last Case), regia di Howard Hawks (1929)
- Rivista delle nazioni (The Show of Shows), regia di John G. Adolfi (1929)
- The Voice of Hollywood No. 9 (1930)
- Temple Tower, regia di Donald Gallaher (1930)
- Sunny Skies, regia di Norman Taurog (1930)
- Hot Curves, regia di Norman Taurog (1930)
- L'isola del paradiso (Paradise Island), regia di Bert Glennon (1930)
- The Sky Raiders
- The Mystery Train, regia di Phil Whitman (1931)
- The Mad Parade, regia di William Beaudine (1931)
- Solo contro tutti  (The Pocatello Kid), regia di Phil Rosen (1931)
- The Fighting Fool, regia di  Lambert Hillyer (1932)
- The Arm of the Law, regia di Louis King (1932)
- Broadway to Cheyenne, regia di Harry L. Fraser (1932)
- The King Murder, regia di Richard Thorpe (1932)
- The Crusader, regia di Frank R. Strayer (1932)
- Via Pony Express, regia di Lewis D. Collins (1933)
- The Telegraph Trail, regia di Tenny Wright (1933)
- Damaged Lives, regia di Edgar G. Ulmer (1933)
- The Flaming Signal, regia di George Jeske, Charles E. Roberts (1933)
- By Appointment Only, regia di Frank R. Strayer (1933)
- The Fighting Parson, regia di Harry L. Fraser (1933)